# Pennantia baylisiana
Espèce
Statut de conservation UICN

 CR D : 
En danger critique
Pennantia baylisiana est une espèce de plantes à fleurs de la famille des Pennantiaceae (dans Icacinaceae selon les classifications plus anciennes). C'est un arbre endémique de Nouvelle-Zélande.
L'espèce est endémique des îles des Trois Rois, en Nouvelle-Zélande, et où se trouve le seul exemplaire existant. Il est menacé par la destruction de son habitat. Pennantia baylisiana est listé comme une des plantes les plus rares dans le Guinness Book of Records. Le seul arbre connu à l'état sauvage pousse sur un talus d'éboulis sur la face nord de la Grande Île dans l'archipel au large du cap Reinga en Nouvelle-Zélande. Il a été découvert en 1945 par le professeur Geoff Baylis de l'université d'Otago.